# جزر القلعان
جزر القُلعان وتسمى أيضاً جزر قولان من المسمى الإنجليزي (Qulan) هي مجموعة من الجزر الصخرية الصغيرة تقع ضمن محمية وادي الجمال في البحر الأحمر جنوب مرسى علم وعلى بعد 350 كم جنوب الغردقة. تتميز هذه الجزر بشواطئها الرملية البيضاء وكثافة غطائها النباتي لعل أبرزه أشجار المانجاروف المنتشرة فيها. كما أنها موطن للعديد من الطيور منها العقاب النسارى أو أبو جداف.
وشاطئ القلعان من المناطق المشهورة بالسباحة الشاطئية ورياضة الغوص السطحي.